# Novakove
Novakove (en ucraniano: Новакове) es una localidad del Raión de Ivanivka en el óblast de Odesa al sur de Ucrania. Según el censo de 2001 tiene una población de 82 personas.